# Vin de Porto

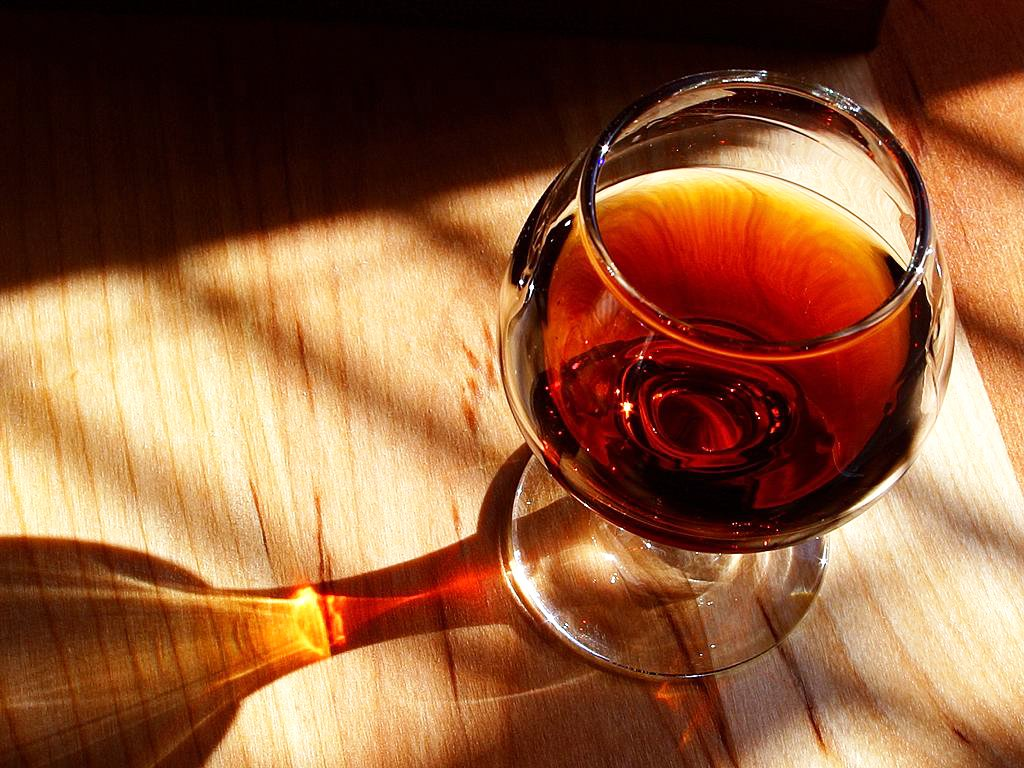
Vin de Porto Tawny

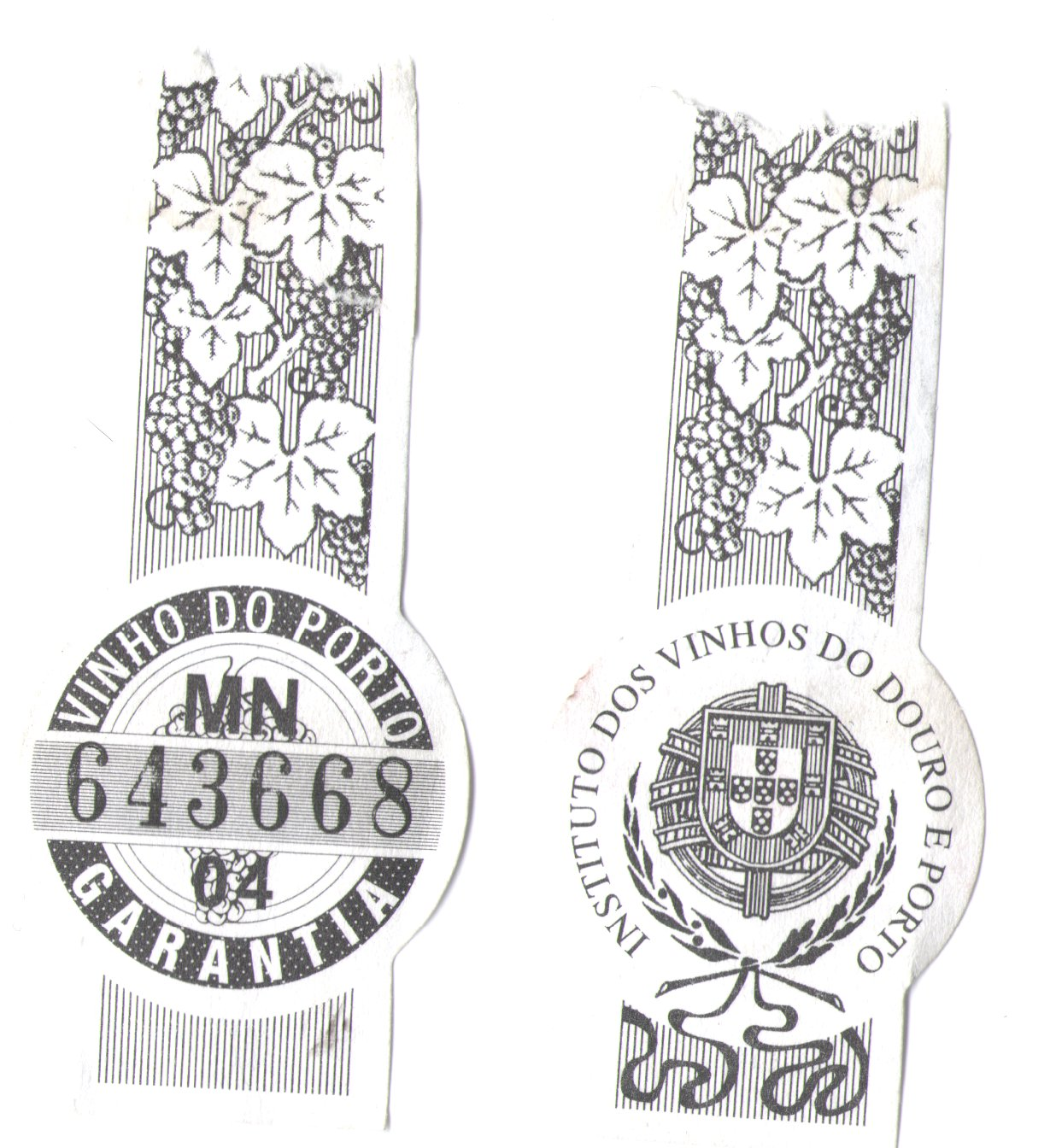
Etichetă oficială, timbru de garanție care trebuie aplicat pe toate sticlele cu Vin de Porto

Vin de Porto (sau în portugheză Vinho do Porto, pronunție în portugheză [ˌviɲuduˈpoɾtu], Porto sau de multe ori pur și simplu porto) este  un vin portughez, vin fortificat, produs exclusiv în regiunea DOC Douro, regiune demarcată ale cărei hotare se întind până la malurile râului Douro și ale afluenților acestuia (Douro Valley) în nordul tării Portugal. Este de obicei un vin dulce, roșu, alb sau roze dar întâlnim de asemenea și vinuri de porto seci (dry) și extra-seci (extra dry) și este servit ca un vin desert. În cadrul UE - European Union - Directivele Europene pentru Regiunile cu Denumire de Origine Controlată - DOC - numai produsele din Portugalia pot fi etichetate ca "Port" sau "Porto".

## Regiunea și de producția

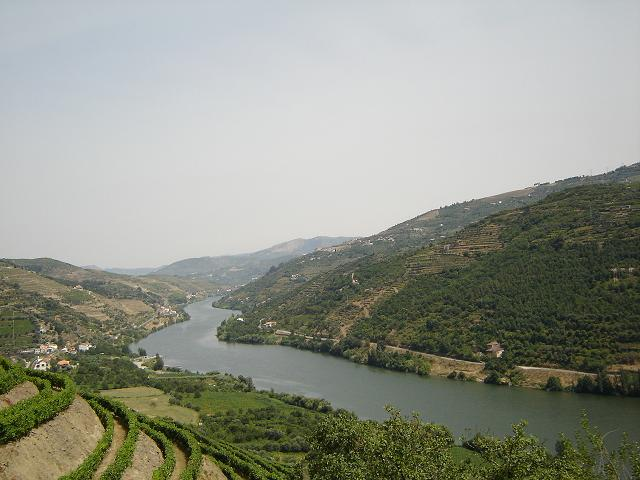
Podgoriile unde se produc vinurile de porto se intind de-a lungul râului Douro în nordul Portugaliei / Portugal

Porto este produs numai din strugurii cultivați și vinificați în regiunea delimitată DOC Douro. Vinul produs aici este apoi fortificat prin adăugarea unui rachiu de struguri, neutru, cunoscut sub numele de "aguardente" sau "brandy" (nici o asemănăre cu brandy comercial), în scopul de a întrerupe fermentația, păstrând astfel zahăr rezidual în vin și crescând substanțial conținutul de alcool. Vinul este apoi depozitat și învechit, în butoaie (baricuri de stejar special - barrique - înainte de a fi îmbuteliate) în pivnițe reci și întunecate (în portugheză se pronunță "kavî" - semnificație "beci" ) așa cum întâlniți în Vila Nova de Gaia, pe malul râului Douro. Vinul a primit numele său "port" / "porto", în a doua jumătate a secolului al 17-lea după numele orașului Porto, construit și dezvoltat în jurul portului situat la gura de vărsare a râului Douro în Oceanul Atlantic (estuarul începe din zona Vila Nova de Gaia). Ribeira do Douro si toată regiunea Douro este cea mai veche (prima în lume) regiune protejată,  începând cu 1756 este regiune de origine controlată / DOC Douro / cu regulament și legislație specifică. Chianti (1716) și Tokaj (1730) au delimitări mai vechi (istoric vorbind) dar fără nici un regulament specific asociat și prin urmare, între regiunile demarcate reglementate, Porto este cea mai veche.
Toată regiunea Douro și în special Ribeira do Douro, nordul Portugaliei au un microclimat care este optim pentru cultivarea măslinilor, migdalilor și în special a viței de vie cu soiuri de struguri deosebiți care dau viață unor vinuri deosebite, vinurilor de Porto. Podgoriile din jurul localităților Pinhão și São João da Pesqueira sunt considerate a fi centrul de producție al Vinului de Porto și sunt cunoscute pentru fermele pitorești, terasate și frumos aranjate, una lângă alta, din vârful dealului și până la malul râului, minunății autentice parcă rupte din poveste (quintas în portugheză înseamna fermă sau podgorie): Quinta do Junco, Quinta da Vinha Velha, Quinta de Vargellas (Taylor Porto -), Quinta da Romaneira, Quinta da Casa Amarela  , Quinta de Sao Pedro, Quinta de Nossa Senhora da Graça and Quinta da Vinha Nova (Martha's Porto - ), Quinta do Seixo, Quinta do Porto, Quinta do Vau, Quinta da Leda (Ferreira Porto ), Quinta dos Malvedos, Quinta do Tua, Quinta da Vila Velha, Quinta do Vale de Malhadas (Graham's Porto - ),  Real Companhia Velha 

### Regiunea viticolă
Regiunea este protejată de influențele Oceanul Atlantic de Serra do Marão. Zona viticolă este împărțită în trei zone oficiale: Baixo Corgo (baixo = inferior, jos), Cima Corgo (cima=superior, sus) și Douro Superior..
- Baixo Corgo – Zonă vestică situată în avalul râului Corgo, are centru în municipiul Peso da Régua. Această zonă este cea mai ploiosă din regiune cu o medie de 900 mm pe an și are cea mai scăzută temperatură medie. Strugurii aici cultivați sunt utilizați în special pentru producția de Ruby și Tawny de calitate medie.
- Cima Corgo – Zonă situată în continuare și amonte de Baixo Corgo, are centrul în orașul Pinhão ( municipiu din Alijó ). Temperatura medie, în special vara, este cu câteva grade mai mare decât în restul regiunii iar precipitațiile sunt cu aproximativ 200 mm pe an mai puține decât în regiune. Strugurii cultivați aici sunt considerați de calitate mai mare în comparație cu cei din Baixo Corgo fiind utilizați așadar în producția vinurilor de porto Vintage si LBV (Late Bottled Vintage).
- Douro Superior – Zonă estică care se întinde până în apropierea graniței cu Spania. Această zonă este cea mai puțin cultivată din regiunea Douro datorită dificultăților de navigație pe râul Douro - trecerea ecluzelor de la Cachao da Valeira este o aventură interesantă. Este cea mai aridă zonă iar vara, avem aici cele mai ridicate temperaturi din regiunea Douro. Terenul este aproape plat și se pretează la industrializare și mecanizare.

### Soiurile de struguri
Sunt cunoscute peste o sută de soiuri de struguri (castas = soiuri) clasificate și autorizate pentru vinificarea și productia vinului de porto, dar dintre acești struguri doar cinci (Tinta Barroca, Tinta Cão, Tinta Roriz (din familia Tempranillo), Touriga Francesa și Touriga Nacional) sunt cei mai cultivați și utilizați. Touriga Nacional este considerat soiul de struguri cel mai dorit pentru producția vinurilor de porto de calitate dar datorită dificultăților mari întâmpinate pe durata creșterii și randamentele foarte mici, fac din Touriga Francesa cel mai plantat soi de struguri din regiunea Douro. Vinurile de Porto albe sunt produse în același mod ca și Vinurile de Porto roșii (Tawny și Ruby) cu excepția faptului că se folosesc struguri albi:  Donzelinho Branco, Esgana-Cão, Folgasão, Gouveio, Malvasia Fina, Rabigato și Viosinho. Deși unii producători au încercat și au experimentat să producă Vinuri de Porto monovarietale, în general toate Vinurile de Porto comercializate sunt asamblate (amestec, cuvée) din diferite soiuri de struguri.
După criza provocată de Phylloxera, cele mai multe soiuri de viță de vie din regiunea Douro sunt cultivate pe portaltoi altoit, cu excepția notabilă a unei podgorii, Quinta do Noval - care a fost plantată în 1925 și de atunci aici s-au produs unele dintre cele mai apreciate, cele mai cunoscute și cele mai scumpe Vinuri de Porto.
Struguri cultivați pentru Vinul de Porto sunt, în general, caracterizați prin fructele lor mici, boabele dens strânse pe ciorchini, care oferă arome concentrate și de lungă durată, tanini puternici și vinuri care se pretează la îmbătrânire și la păstrare îndelungată. Instituto do Vinho do Porto  - Institutul Vinului de Porto este autoritatea care reglementează producția Vinului de Porto.